# Fisker Ronin
La Fisker Ronin est un coupé cabriolet électrique du constructeur automobile américain Fisker Inc. dont la production devait débuter à partir de la fin 2024. 999 exemplaires devaient être produits.
Le 17 juin 2024, le constructeur est déclaré officiellement en faillite après avoir déposé le bilan auprès de l'Etat du Delaware.

## Présentation
Fisker Inc. annonce le 5 mai 2022, l'arrivée d'une prochaine Grand Tourer (GT) sportive dans sa gamme, après le SUV Ocean et le crossover Pear.

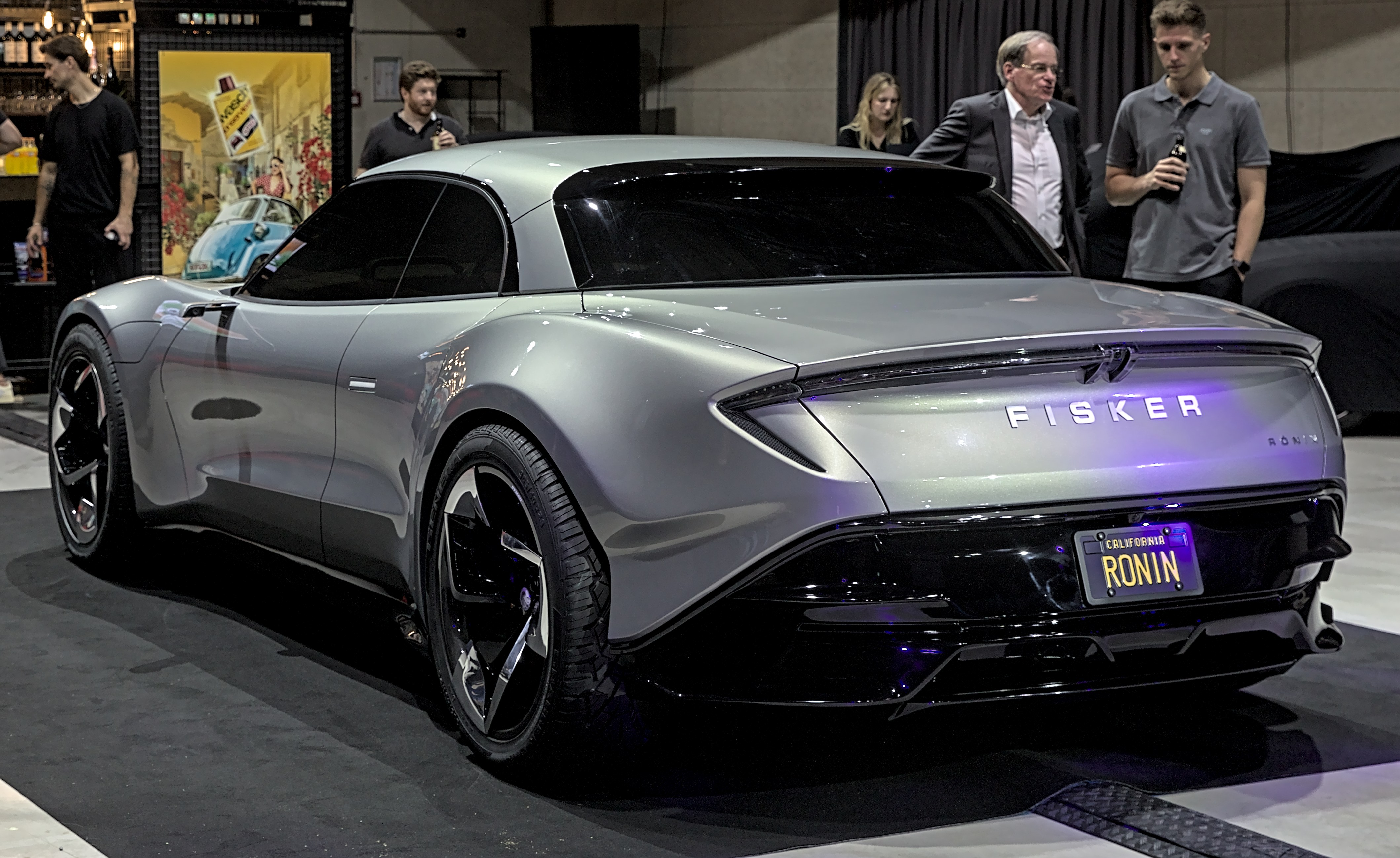
Vue de l'arrière

La Fisker Ronin est présentée officiellement le 3 août 2023. Il s'agit non pas d'un coupé comme annoncé par la presse en 2022 mais d'un coupé-cabriolet dotée d'un toit en dur repliable et d'une motorisation électrique.
Son nom fait référence au film d'action américain Ronin sorti en 1998 avec Robert De Niro, connu pour ses scènes de poursuite en voiture.

## Caractéristiques techniques
La Ronin est dotée de portes avant à ouverture en élytre et de portes arrière à ouverture antagoniste.